# Flotta Airport
Flotta Airport är en flygplats i Storbritannien.   Den ligger i kommunen Orkneyöarna och riksdelen Skottland, i den norra delen av landet, 800 km norr om huvudstaden London. Flotta Airport ligger 16 meter över havet. Den ligger på ön Flotta.
Terrängen runt Flotta Airport är platt åt sydost, men åt nordväst är den kuperad. Havet är nära Flotta Airport åt sydost.  Närmaste större samhälle är Stromness, 17,8 km nordväst om Flotta Airport. 